# Train spécial pour Hitler
Train spécial pour Hitler (comercialitzada en castellà com a Tren especial para hitler) és una pel·lícula de nazisploitation de coproducció franco-espanyola dirigida per Alain Payet (acreditat com James Gartner), estrenada el 1977.

## Sinopsi
1941. L'Alemanya nazi amplia el seu poder dictatorial per Europa. Per distreure i consolar els oficials mobilitzats al front d'Europa de l'Est, el SS Otto Kramer, proper a Hitler, decideix establir una xarxa de call girls àries. Embarcaran en un tren especial transformat en un bordell que travessarà Europa. Al seu capdavant, Kramer va contractar la seva amant Ingrid Schüler, una popular cantant i ballarina de cabaret amb una sòlida xarxa de conegudes al partit nazi. Ascendida a capità, de seguida va formar un equip especial de prostitutes, amb la intenció d'aixecar la moral dels soldats del Tercer Reich. Però la tensió és alta a bord del tren: la Rita, una d'elles, no suporta la disciplina de ferro d'Ingrid, una dona pèrfida i autoritària. No tenen més remei que satisfer les fantasies retorçades i violentes de les SS sota pena de ser increpats pel seu proxeneta. Amb els anys, la seva plantilla es veu reforçada per un grup de condemnades, culpables d'un complot fallit contra Hitler. Entre elles, Ingrid reconeix la seva amiga de la infància Helga, el pare de la qual va ser executat per traïció. Fins al dia en què els partisans polonesos envaeixen el tren per humiliar Ingrid. La salva l'oficial alemany Paul Gruhn de qui s'enamora. Però aquesta última és seduïda per l'Helga, una altra noia d'alegria del comboi. Però l'Ingrid i les seves noies, ajudades per Gruhn, hauran de defensar-se de l'atac dels polonesos i nord-americans que busquen destruir el tren.

## Repartiment
- Monica Swinn: Ingrid Schüler
- Christine Aurel: Helga
- Sandra Mozarowsky: Greta
- Claudine Beccarie: Rita
- Yolanda Ríos: Olga
- Bob Asklöf (acreditat Bob Holger) : Paul Gruhn
- Frank Braña: Hans-Otto Kramer
- Erik Muller: Schmitt
- Rudy Lenoir: Oberst von Holtz
- Tony Rödel: un officier nazi
- Jacques Couderc: un partisan
- Miguel Ángel Godó: (acreditat com M.A. Godo) : un partisan
- Claude Boisson (acreditat com Yul Sanders) : un partisan
- Herbert Fiala: un nazi al cabaret
- Roger Darton: un corresponsalt américain
- Marlène Myller: una prostituta
- Claudia Zante: una prostituta
- Pamela Stanford: une prostituta
- Madame Caillard: une prostituta
- Françoise Quentin: une prostituta
- Carole Gire: una prostituta
- Erika Cool: una prostituta
- Christine De Beaulieu: una prostituta
- Antoine Fontaine: un nazi
- Roland Travers: un nazi
- José Luis Manrique: un oficial nazi
- Olivier Mathot: un oficial nazi al tren
- Michel Charrel: un soldat
- Daniel White: un gentleman américain
- Alain L'Yle (acreditat com Alain Robin) : un oficial americà
- Claude Valmont
- Jean-Pierre Bouyxou
- Ronald Weiss